# Inner Sanctum Mysteries
Inner Sanctum Mysteries – amerykański program radiowy, emitowany od 7 stycznia 1941 do 5 października 1952. Program został stworzony przez producenta Himana Browna. Liczył 526 odcinków.

## O programie
Na łamach programu przedstawiano słuchowiska radiowe, które miały charakter opowiadań tajemnicy i grozy o często makabrycznej treści. Transmisja programu rozpoczynała się i zamykała charakterystycznym, przeraźliwym skrzypieniem drzwi, które otwierały się przy dźwiękach organów (grał na nich Lew White), co miało tworzyć nastrój tajemniczości i grozy. Potem następowała, pełna ironii i czarnego humoru, krótka prezentacja prowadzona przez gospodarza programu. Po prezentacji rozpoczynała się opowieść. 
We wczesnych latach czterdziestych gospodarzem programu był Raymond Edward Johnson, który drwiącym głosem przedstawiał się jako „Your host, Raymond” (tzn. Wasz gospodarz, Raymond). Od 1945 roku zastąpił go Paul McGrath, który nie nazywał już siebie „Raymond” ale określał tylko jako „Your Host” lub „Mr. Host”.
Wśród aktorów występujących w słuchowiskach wymienić można takie osoby jak Boris Karloff (pojawił się w ponad 15 odcinkach), Frank Sinatra, Helen Hayes, Mary Astor, Orson Welles i wielu innych.

## Ekranizacje słuchowisk
Na podstawie kilku słuchowisk emitowanych w Inner Sanctum Mysteries, wytwórnia Universal Studios nakręciła parę niskobudżetowych filmów grozy, w których główną rolę grał Lon Chaney Jr. Były to Calling Dr. Death (1943), Weird Woman (1944), Dead Man’s Eyes (1944), The Frozen Ghost (1945), Strange Confession (1945) i Pillow of Death (1945).